# Mycoplasma mycoides
Mycoplasma mycoides è una specie di batterio appartenente alla famiglia delle Mycoplasmataceae.